# ジープ・コマンダー
コマンダー（COMMANDER）は、ステランティスN.V.（旧：クライスラー→ダイムラー・クライスラー）がジープブランドで製造・販売している自動車である。

## 初代（XK型、2006年-2010年）

### 概要
2005年のニューヨーク国際オートショーで発表され、2006年に発売開始。3列シート7人乗りのモデルはジープブランド初となる。ジープブランド内では、最上級のフラグシップモデルという位置付け。
日本では、2006年5月13日より初代の販売を開始。エンジンはV8/5ATの4.7L SOHCと5.7L HEMIの2種類。またグレードは本革シートなどを装備した豪華仕様のリミテッドのみが発売された。
プラットフォームは、3代目ジープ・グランドチェロキーと同一であり基本性能に大きな差は無い。但しボディは、全長で27mm、全幅で20mm、全高で76mmほどコマンダーの方が大きく、見た目の印象も全く違う。
2009年に日本国内正規ディーラーにおける日本仕様車の販売が終了、続いてアメリカでも生産、および販売終了となった。国内での車両価格が当初700万円以上（V8/5.7L/HEMI仕様）と高額であり輸入台数も少なかったため現在も中古車市場では品が薄く希少車となっている。

### デザイン
ひと目でジープと分かるボクシーなデザインは、ジープ・ワゴニア（1963 - 1991年）に着想を得ており、そのルーツは1949年に発売されたウィリス・ステーションワゴン（7人乗り）にあるとされている。
また、本デザインには3代目グランドチェロキー用の「初期デッサン」として企画に挙がったものが最終的にコマンダーのデザインとして採用されたというエピソードがある。
グランドチェロキーのデザインが初代のボクシーな雰囲気から徐々に欧州車風に洗練される一方、源流回帰とも言えるコマンダーのデザインは市場に投入された時からジープファンに暖かく迎えられた。
また、この角型のデザインのせいか外観は実寸よりかなり大きく見えるが、ドライビングシートから見ると、逆に車両感覚がつかみやすく、細い道や障害物の多い悪路でも運転がしやすいという特徴がある。
インテリアは、メカニカルな円形メーター類をダッシュボードに配置、さらにアレンヘッドボルトの飾りなどを多用し、ジープらしさの漂うデザインとなっている。

### エンジン
初代のエンジンは、本国ではV型6気筒 3.7Lパワーテックエンジンが標準仕様。オプションとして、V型8気筒 4.7L パワーテックエンジンと、V型8気筒 5.7L HEMIエンジンを用意。日本仕様には、4.7L SOHCと5.7L HEMIのV8エンジン2種類が用意された。
日本仕様の4.7L SOHCは、最高出力170kW (231ps) 、最大トルク410N·m (41.8kg·m) 。
またシリーズハイエンドの5.7L HEMIは最高出力240kW (326ps) 、最大トルク500N·m (51.0kg·m) のハイパワーユニット。このため車重が2tを越す大型4WDであるにもかかわらず0-100km/h約7秒という加速性能を持つ。
また5.7L HEMIは、可変シリンダーシステム (MDS) により、巡航時などの低負荷領域で、V型8気筒 のうち4気筒を自動的に休止させて燃費を高める機能があり、約20%燃費が向上している。
ちなみにヨーロッパ市場や、チリ、南アフリカ、韓国向けの輸出仕様車にはダイムラー製のV型6気筒 3L ブルーテックコモンレールディーゼルターボエンジンが搭載されている。

### トランスミッション
トランスミッションは4WDの代名詞であるJeepの機能をフルに搭載している。
シフト機能は、フルタイム4WD/5速オートマチック＋5速マニュアルの可変システム。オートマチックからマニュアルシフトへの切り替えは、オートマDレンジで走行中にシフトレバーを軽く左右に動かすとマニュアルシフトに自動的に切り替わる仕組み。（1〜5速のシフトアップ/ダウンがマニュアルでできる状態になる。）
4WDシステムに採用されている「クォドラドライブII」は、電子制御式リミテッド・スリップ・デフ（ELSD）をセンター、フロント、リアの3か所に装備し、いずれかの車輪が45度空転した段階で瞬時に反応し、4輪にトルクを自動配分する。つまり万一、3輪がスリップする状況にはまり込んでも、自動的に100%のトルクをグリップしている1輪だけに伝達し、1輪のトラクションでの脱出を可能にする。これらは全て自動的に行われドライバーは特別な操作をする必要がない。
またローレンジ4WDモード（センターデフロック状態の直結低速4WD）への切り替えは電子制御方式で、センターコンソールにあるT字型のスイッチで行う。ローレンジ4WDモードは、極端な悪路（ガレ場）、渡河、砂地、深雪などの緊急脱出用モードで、オフロード/クロスカントリー4WDとしての必須機能である。

### 構造・サスペンション
オフロード走破性のベースであるシャーシは、モノコックに強靭なラダーフレームを埋め込むというJeep独特のボディ構造となっている。
サスペンションは、フロントが独立懸架式、リアは5リンク式。またステアリングシステムにはラックアンドピニオンが採用され、オンロードでのハンドリングと乗り心地の向上が図られている。
ちなみに、このサイズのSUVにもかかわらず最小回転半径が5.6mと小さく、非常に小回りが利く。

### 居住性
ジープ初の3列シート、7人乗SUVで、シートは1列目、2列目、3列目になる程高くなるスタジアムシートが採用された。2列目以降は天井も高くなるが、外観では天井が高くなっていることが分らないようにデザインされている。またドライビングシート上部に「パワーガラスサンルーフ」が、2列目シート上部には後部座席の閉塞感をなくすため「コマンドビュー・ツインガラスルーフ」と呼ばれるサンルーフが装備されている。
2列目シートはリクライニングが可能。中央のシートにドリンクホルダー付きの肘掛が収納されており広い空間が確保されている。また、2列目、3列目とも座席は可倒式でフルフラットにすることが可能。3列目にもエアコンのコントローラー、ドリンクホルダーなどが装備されている。

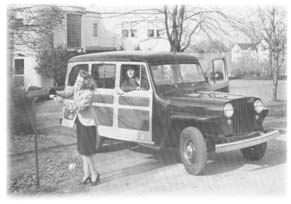
ウィリス・ステーションワゴン

## 2代目（2021年-　）

### 概要
2代目コンパスの「スモールワイド4x4アーキテクチャ」をベースにチェロキーとコンパスの間に位置するFFベースの中型クロスオーバーSUVとして11年ぶりにコマンダーの名が復活。主としてラテンアメリカやインドと言った新興国地域で販売される。
但し、インド市場では商標権の関係上、メリディアン（Meridian）を名乗る。
初代とは3列シート車であること以外、共通点は皆無である。
2021年8月にまずはブラジルで発表・販売開始され、追って2022年4月にインドでも販売を開始した。
2022年10月、ステランティス日本法人のStellantisジャパンが日本での2代目の発売を発表。インド製が日本市場でも販売されることとなった。

### デザイン
エクステリアはジープ・グランドチェロキーLの系統を引き継ぐデザインで、リアデザインは日本未発売のジープ・グランドワゴニアからインスピレーションを得ている。
10.25インチのマルチビューディスプレイをメーターに採用し、10.1インチUconnect対応ナビゲーションシステム、本革シート、アダプティブクルーズコントロール、ハンズフリーパワーリフトゲート、フルスピードフォワードコリジョンワーニング、ブラインドスポットモニター / リアクロスパスディテクションと言った快適装備や安全装備もフル装備している。
先代同様グレードは4WDのリミテッドのみの販売だが、ダウンサイジングされたことで価格が597万円と先代に比べ大幅に引き下げられている。

### エンジン
仕向け地により、レネゲードにも搭載される1.3L直4ガソリンターボエンジンと2.0lDOHC直4ターボディーゼルエンジンが用意されるが、日本仕様には後者のみが採用される。尚、日本向けのJeepブランドとしては初のディーゼルエンジン搭載例である。

### トランスミッション
エンジンや駆動方式によりアイシン製6速ATもしくはZF製電子制御式9速ATが組み合わせられるが、日本仕様は後者が搭載され、そこにに電子制御式パワートランスファーユニット（Jeepアクティブドライブ）を組み合わせている。また、12種類の車両マネジメントシステムを連動させ、あらゆる路面状況で走行安定性を実現するセレクテインシステムも採用している。

### 居住性
先代同様、3列シートである。
2列目シートに回転して収納できるタンブル機能が搭載され、3列目シートにもリクライニング機能が搭載されている。

### 限定車・特別仕様車
2023年6月17日には、コマンダーで初の限定車となる「ロンジチュード」を発売。リミテッドとの大きな違いとして、駆動システムを4輪駆動から前輪駆動へ（同時にセレクテレインシステム、Jeepアクティブドライブ、ヒルディセントコントロールを削除）、シートインテリアをレザー（8ウェイパワー・運転席メモリー機能付き）からプレミアムファブリック（フロント6ウェイマニュアル）へ、トップ部分の塗装をブラックからボディ同色に変更し、価格をベースのリミテッドよりも大幅に引き下げた。カラーは、パールホワイトトライコートとブリリアントブラッククリスタルP/Cの2色で、各100台（合計200台）限定。
2024年5月25日、限定車「OVERLAND」を発売。リミテッドをベースに、グロスブラックアクセント付きクロームフロントグリル、デュアルペインパノラミックサンルーフ、エンペラドールブラウンカラーを採用したプレミアムレザーシート（フロントシートはOVERLAND刺繍入り）とグロスブラックシャークフィンアンテナ、ダイヤモンドカットとグラナイトクリスタルアクセント入りの18インチアルミホイール、スウェード素材のインストルメントボルスター、ボディ同色のフロント／リアフェイシア、ホイールフレア、シルモールディング、OVERLANDバッジを特別装備した。カラーはパールホワイト トライコート及びブリリアントブラッククリスタルP/Cの2色で限定は各100台。
2024年9月19日、限定車「ロンジチュード」をリバイバル発売。2023年に発売した同限定車をリバイバル発売するもので、装備面等は2023年発売モデルに準ずる。カラーはパールホワイトトライコートのみ、限定は100台。
2024年11月27日、限定車「OVERLAND」を再び発売。同年5月に発売した「OVERLAND」同様、エンペラドールブラウンカラーのプレミアムレザーシート（フロントシートはOVERLAND刺繍入り）等を特別装備として追加した。今回はボディカラーにグレーマグネシオメタリックを採用し、限定は100台。
2025年2月8日、限定車「Limited Techo Green」を発売。Limitedをベースに専用ボディカラー「テクノグリーンメタリック」を採用すると共にパノラミックサンルーフを特別装備した。
2025年4月19日、限定車「Freedom Edition」を発売。リミテッドをベースに、オプションで人気が高いコマンドビュー デュアルペインパノラミックサンルーフ、エンペラドールブラウンレザーシート、Freedom Editionデカールシール（リアドア右下）、Jeep Duckトイ、Freedom Edition刺繍入りシートハンモックを加えながらも、ベースのリミテッドよりも5万5千円安くなっている。カラーはブリリアントブラッククリスタルで、限定は100台。
2025年7月12日、限定車「OVERLAND」の第3弾を発売。今回のカラーは2024年5月発売のOVERLANDと同じパールホワイト トライコート及びブリリアントブラッククリスタルP/Cの2色で限定は各100台。2025年5月1日にベース車の価格が10万円値下げされているため（609万円→599万円）、2024年発売のOVERLANDより10万円値下げされている（634万円→624万円）。

## 車名
「COMMANDER」は、英語で「司令官」を意味する。
コマンダー (COMMANDER) の名称については、以前スチュードベーカーとスキャンメルによって同名の自動車が生産されており、ノートンによる同名のバイクも存在するため、ジープ・コマンダーはこの名前がつく4種類目の車両となる。